# 絕影
絕影，東漢末年曹操的座騎。

## 出處
陳壽《三國志·武帝紀》裴松之注引魚豢《魏書》，提及曹操於宛城攻打張繡之時，曾被降而復反的張繡突襲，曹操在逃亡之時就是乘坐著絕影。當時情勢危急，絕影背負著曹操，在亂軍中被流矢射中，傷及頰部及足部，而曹操本人的右臂亦曾中箭。另外，裴注引郭頒《魏晉世語》稱「（曹）昂不能騎，進馬於公，公故免，而昂遇害。」未知該馬是否指絕影。章回小說《三國演義》的相關情節中，沒有提及絕影之名，只將曹操坐騎稱為「大宛良馬」。

## 備註
1. ↑  《魏書》曰：「公所乘馬名絕影，為流矢所中，傷頰及足，并中公右臂。」
2. ↑  《三國演義》第十六回「呂奉先轅門射戟，曹孟德敗師淯水」中載：「（曹）操右臂中了一箭，馬亦中了三箭。虧得那馬是大宛良馬，熬得痛，走得快。」不久後「操急驟馬沖波過河，才上得岸，賊兵一箭射來，正中馬眼，那馬撲地倒了。」後來曹操為招降張繡而重臨宛城，曾經設祭弔奠典韋、曹昂、曹安民，連那匹大宛馬（即絕影）都有致祭。